# Honneur de Richmond
L'honneur de Richmond est le nom d'une possession féodale dont la majorité des terres était située au nord-ouest du Yorkshire, et dont le bénéfice avait été accordé au comte breton Alain le Roux par Guillaume le Conquérant, en 1071, à la suite de la conquête normande de l'Angleterre. Cet honneur, qui ouvrait obligation pour le feudataire de fournir 60 chevaliers pour le service de l'ost, était l'un des fiefs les plus importants de l'Angleterre normande, recouvrant près de 243 seigneuries dans onze comtés anglais. Il est remarquable par la taille (200 seigneuries) et par la continuité territoriale de ses terres du Yorkshire. Son centre de commandement était le château de Richmond.
Du XIIe siècle au XIVe siècle l'honneur de Richmond est une possession des ducs de Bretagne. Cette importante ressource financière, indispensable pour les ducs, est utilisée par les rois d'Angleterre pour faire pression sur le duché. 

## Territoire
L'essentiel du sol accordé à Alain le Roux dans le Yorkshire était auparavant la possession d'Edwin de Mercie (mort en 1071). L'honneur est divisé en trois parties ; les wapentakes (centaines) de Hang, de Gillinget et de Hallikeld. Les deux premières correspondent à des divisions territoriales ayant survécu par la suite, mais les contours de la troisième sont plus indistincts.
Le territoire de Gilling est essentiellement compris entre la Tees et la Swale, la Tees formant la frontière septentrionale qui sépare l'honneur de Richmond des terres accordées à l'évêque de Durham. La frontière occidentale court le long de la ligne de partage des eaux des Pennines et la limite méridionale est la ligne de partage des eaux entre l'Ure et la Swale. La Wiske forme la limite orientale. Le village de Gilling, dans la zone frontalière, formait le centre de la seigneurie avant qu'Alain le Roux ne fonde le château de Richmond. La division de Hang, ou Hangshire, est délimitée au nord par la Swale, à l'ouest par la ligne de partage des eaux des Pennines et au sud par la limite de partage des eaux entre la Wharfe et la Nidd (en). Enfin à l'est, le territoire suivait d'anciennes bornes et des petits cours d'eau qui se jetaient anciennement dans la Swale. Finghall formait le centre de ce wapentake. La tierce partie de ce territoire, Hallikeld, réunit trois paroisses situées entre la Ure et la Swale jusqu'à leur point de confluence à Ellenthorpe.
L'honneur de Richmond est large de 60 km d'est en ouest et 45 km du nord au sud, comprend la majeure partie des terres entre les rivières Tees et Ure et les paysages varient des zones montagneuses arides des Pennines aux fertiles plaines du val d'York.

## Liste des titulaires de l'honneur de Richmond
Les titulaires de l'honneur de Richmond sont généralement appelés les « seigneurs de Richmond » (en anglais : lords of Richmond). Il est arrivé que l'honneur de Richmond soit disjoint des titres de comte de Richmond et, plus tard, de duc de Richmond. Les droits concédés par le monarque anglais sont parfois partiels et le château même de Richmond n'est pas toujours inclus.
- Alain le Roux
- Alain le Noir (premier du nom), frère du précédent
- Étienne Ier de Penthièvre, frère des précédents
- Alain le Noir, premier comte de Richmond - fils d'Étienne et neveu des deux Alain, le Noir et le Roux.
- Conan IV le Petit, fils du précédent - sans descendance masculine, l'honneur fait retour à la Couronne anglaise
- Gouverné en régence par Henri II d'Angleterre dans l'attente du mariage de son fils Geoffroy avec Constance, fille de Conan IV
- Constance de Bretagne, comtesse héréditaire de Richmond
- Geoffroy II de Bretagne premier mari de Constance
- Arthur Ier de Bretagne, fils des précédents - emprisonné par Jean sans Terre pour ses prétentions à succéder à Richard Cœur-de-Lion sur le trône anglais
- Guy de Thouars - troisième époux de Constance de Bretagne ; l'honneur est confisqué par la Couronne anglaise  pour s'être rebellé contre le roi Jean en 1204 afin de venger la mort d'Arthur Ier
- Aliénor Plantagenêt, sœur du précédent - considérée par beaucoup comme la comtesse héréditaire de Richmond, emprisonnée par Jean Ier d'Angleterre et Henri III d'Angleterre.
- Ranulph de Blondeville, comte de Chester - l'honneur de Richmond lui est accordé en 1205 ; Ralph est le second époux de Constance.
- Pierre Mauclerc - époux d'Alix de Thouars et gendre de Guy de Thouars et de Constance de Bretagne ; reçoit une partie de l'honneur de Richmond en 1218 qui lui sera confisquée par Henri III pour avoir prêté hommage au roi de France Louis IX.
- Pierre II de Savoie, comte de Richmond (Henri III d'Angleterre avait épousé sa nièce, Éléonore de Provence)
- Jean Ier de Bretagne, fils de Pierre Mauclerc
- Jean II de Bretagne, fils du précédent
- Jean de Bretagne (comte de Richmond), fils cadet du précédent
- Jean III de Bretagne, petit-fils de Jean II
- Jean de Montfort, comte de Richmond - à sa mort, en 1342, le comté fait retour à la Couronne anglaise qui le conserve jusqu'à la résolution de la guerre de Succession de Bretagne pour s'assurer qu'il ne tombe pas entre les mains du roi de France.
- Jean de Gand, fils d'Édouard III d'Angleterre - rend le comté et l'honneur de Richmond, sur l'insistance du roi d'Angleterre, pour prétendre au trône de Castille
- Jean V de Bretagne, fils et héritier de Jean de Montfort ; deux fois félon, en 1381 (à cause du second traité de Guérande), et en 1384, pour avoir prêté hommage à Charles V de France ; la seconde félonie cause la perte définitive de l'honneur et du comté par les ducs de Bretagne.
- Anne de Bohème, épouse de Richard II d'Angleterre
- Ralph Neville (1er comte de Westmorland) - détenteur à vie de l'honneur de Richmond sans le titre (et la pairie) de comte de Richmond
- Jean de Lancastre, premier duc de Bedford et premier comte de Richmond
- Retour à la Couronne anglaise entre 1435 et 1450
- Ralph Neville, comte de Westmorland - il récupère le seul château de Richmond Castle en 1450
- Edmond Tudor, premier comte de Richmond - père d'Henri VII
- Henri Tudor - confisqué par Édouard IV
- Georges Plantagenêt, premier duc de Clarence - Édouard IV lui accorde en 1462 l'honneur et le château sans le titre de comte de Richmond
- Richard, duc de Gloucester - titulaire jusqu'à sa montée sur le trône anglais sous le nom de Richard III d'Angleterre
- Henri Tudor - récupère l'honneur lorsqu'il récupère la couronne en succédant à Richard III ; l'honneur est alors rattaché à la Couronne
- Détenu par des membres des dynasties Tudor et Stuart
- Charles Lennox - conféré à la famille en 1675 par le roi Charles II, père de Charles Lennox